# Soundtrack to a Coup d’Etat
Soundtrack to a Coup d’Etat (Fernsehtitel: Soundtrack für einen Staatsstreich) ist ein belgisch-französisch-niederländischer Dokumentarfilm von Johan Grimonprez aus dem Jahr 2024. Er wurde 2025 für einen Oscar in der Kategorie Bester Dokumentarfilm nominiert.

## Inhalt
Im Jahr 1961 stürmten die Sängerin Abbey Lincoln und der Schlagzeuger Max Roach den UN-Sicherheitsrat, um gegen die Ermordung des Premierministers Patrice Lumumba der Republik Kongo zu demonstrieren. Weitere Demonstranten lösten ein Handgemenge im Saal aus. Hintergrund war die Dekolonisation Afrikas, die zur Unabhängigkeit der Republik Kongo führte. Lumumba war der erste gewählte Premier des Landes und wurde vor seiner Ermordung bei einem Putsch gestürzt. 
Zuvor hatten schwarze Musiker das Land besucht, um eine Charmeoffensive zugunsten westlicher Werte zu starten. Darunter waren Louis Armstrong, Nina Simone, Duke Ellington, Dizzy Gillespie, und Melba Liston. Schließlich hatten die USA Sorge, das Land an den Kommunismus und die Sowjetunion zu verlieren. Auch die Uranreserven im Land spielten eine Rolle. Die amerikanischen Musiker waren in einem Dilemma, da sie sich für westliche Werte einsetzen sollten, während in den USA noch die Rassentrennung bestand.

## Produktion
Regisseur Grimonprez gab an, für den Film durch Nikita Chruschtschows Verhalten vor dem UN-Sicherheitsrat inspiriert worden zu sein. Der Film besteht ausschließlich aus Archivmaterial und wurde mit Adobe Premiere und DaVinci Resolve geschnitten.

## Rezeption
Der Film feierte auf dem Sundance Film Festival 2024 Premiere. Dort erhielt er den Spezialpreis der Jury, wobei die Auseinandersetzung mit dem vergessenen Thema gelobt wurde. Bei der Oscarverleihung 2025 wurde er in der Kategorie Bester Dokumentarfilm nominiert.
Alissa Wilkinson schrieb für die The New York Times, dass sie den Film kaum vergessen könne und hob die Rolle Amerikas in der Affäre hervor. Variety strich die spannungsgeladene Stimmung und die gute Darstellung in der dokumentarischen Form heraus. Der Hollywood Reporter sprach gar von einem Thriller.
Sowohl bei Rotten Tomatoes als auch bei Metacritic erhielt der Film eine positive Wertung von über 90 % der Kritiker.

## Auszeichnungen (Auswahl)
- 2024: Hauptpreis des Sofia International Film Festival
- 2024: Bergen International Film Festival in der Kategorie Herausragender Dokumentarfilm
- 2024: Sonderpreis der Jury beim Sundance Film Festival
- 2024: San Francisco International Film Festival: Persistence of Vision Award
- 2024: International Documentary Association in den Kategorien Bestes Drehbuch und Bester Schnitt
- 2024: Europäischer-Filmpreis-Nominierungen in den Kategorien Europäischer Film und Europäischer Dokumentarfilm
- 2024: Directors-Guild-of-America-Award-Nominierung in der Kategorie Beste Regie eines Dokumentarfilms
- 2024: Oscar-Nominierung in der Kategorie Bester Dokumentarfilm